# GSC3282-361
GSC3282-361 — хімічно пекулярна зоря спектрального класу A1, що має видиму зоряну величину в смузі V приблизно  0,0.